# Joseph Bourgougnoux
Joseph Bourgougnoux (* 30. Juni 1878 in Brive-la-Gaillarde; † 26. August 1969 ebenda) war ein französischer Turner.

## Leben
Joseph Bourgougnoux belegte bei den Olympischen Sommerspielen 1900 in Paris in dem als „Championnat International de Gymnastique“ bezeichneten Einzelmehrkampf den 75. Platz.